# Love Affair (groupe)
Pour les articles homonymes, voir Love Affair.
Love Affair est un groupe britannique de rock, formé en 1966 et dissous en 1971.

## Historique
Le groupe sort en 1967, leur premier single avec une chanson écrite par Mick Jagger et Keith Richards, She Smiled Sweetly. En décembre 1967, le groupe interprète le tube, Everlasting Love, une chanson écrite par Buzz Cason et Mac Gayden. La chanson se classe en tête du hit parade britannique de 1966.

## Discographie

### Singles
- 10 février 1967 : She Smiled Sweetly et Satisfaction Guaranteed
- 8 décembre 1967 : Everlasting Love et Gone Are the Songs of Yesterday
- 5 avril 1968 : Rainbow Valley et Someone like Me
- 30 août 1968 : A Day Without Love et A Day Without Love b/w I'm Happy
- 7 février 1969 : One Road et Let Me Know
- 4 juillet 1969 : Bringing on Back the Good Times et Another Day
- 31 octobre 1969 : Baby I Know et Accept Me for What I Am
- 6 février 1970 : Lincoln County et Sea of Tranquility
- 29 mai 1970 : Speak of Peace, Sing of Joy et Brings My Whole World Tumbling Down
- 19 février 1971 : Wake Me I Am Dreaming et That's My Home
- 10 septembre 1971 : Help (Get Me Some Help) et Long Way Home

### Album
- 1968 : The Everlasting Love Affair
- 1971 : New Day

## Membres
- Rex Brayley, guitare, (1967–1971)
- Maurice Bacon, batterie, (1967–1971)
- Mick Jackson (musicien), basse, (1967–1971)
- Steve Ellis, chant, (1967–1971)
- Lynton Guest, piano, (1967–1968)
- Morgan Fisher, piano, (1968–1971)